# Serhiy Rybalka
Serhiy Oleksandrovych Rybalka (Sumy, 1 de abril de 1990) é um futebolista profissional ucraniano que atua como meia, atualmente defende o Dinamo de Kiev.

## Carreira
Serhiy Rybalka fez parte do elenco da Seleção Ucraniana de Futebol da Eurocopa de 2016.